# 1597 en santé et médecine
| Années de la santé et de la médecine : 1594 - 1595 - 1596 - 1597 - 1598 - 1599 - 1600    |
| Décennies de la santé et de la médecine : 1560 - 1570 - 1580 - 1590 - 1600 - 1610 - 1620 |

Cet article présente les faits marquants de l'année 1597 en santé et médecine.

## Événements
- Au siège d'Amiens, Henri IV pourvoit à « la maison des blessez[1] ». Il crée à Montpellier une chaire de chirurgie[2] et affecte à Paris l'hôpital de la Charité chrétienne, au faubourg Saint-Marcel, aux « pauvres gentilshommes, officiers et soldats estropiés, vieux ou caducs[1] ».
- À Marseille, la plupart des confréries doivent fournir un lit garni (matelas, couvertures, draps) à l’hôpital[3].

## Publications
- Giovanni Battista Codronchi (1547-1628), médecin italien, pionnier de la médecine légale, publie son traité De vitiis vocis, dans lequel il rapporte ses travaux précurseurs sur les lésions de l'appareil phonatoire[4],[5].
- André du Laurens (1558-1609), médecin ordinaire du roi Henri IV, publie chez Jamet Mettayer, à Paris, ses Discours de la conservation de la vue[6].
- Le médecin et chimiste Andreas Libavius (1555-1616) publie l'Alchemia[8], considéré comme l'un des premiers livres de chimie systématique[9].
- Gaspare Tagliacozzi (1545-1599) fait éditer son De curtorum chirurgia per insitionem[10], premier traité de chirurgie plastique[11],[12].

## Naissance
- Francis Glisson (mort en 1677), médecin et anatomiste anglais, auteur en 1654 d'une Anatomia hepatis (« Anatomie du foie ») où il décrit la capsule du foie nommée depuis capsule de Glisson[13].

## Décès
- Pedro López (es) (né en 1527), médecin espagnol[14].